# Mercenary (album)
Mercenary är ett musikalbum av bandet Bolt Thrower som släpptes på Metal Blade Records 1998.

## Låtlista
1. Zeroed – 5:46
2. Laid to Waste – 4:40
3. Return to Chaos – 5:04
4. Mercenary – 5:54
5. To the Last – 5:24
6. Powder Burns – 4:46
7. Behind Enemy Lines – 5:18
8. No Guts, No Glory – 4:07
9. Sixth Chapter – 5:40
10. Infiltrator1 – 4:47

1: Bonuslåt på digipack och Japansk utgåva
Total Längd: 46:40